# Miomães
Miomães is een plaats (freguesia) in de Portugese gemeente Resende en telt 391 inwoners (2001).